# تاريخ جمهورية الصين الشعبية (1976-1989)

الأراضي التي تسيطر عليها جمهورية الصين الشعبية تظهر باللون الأخضر الداكن. الأراضي المزعومة، والتي لم يُسيطر عليها، تظهر باللون الأخضر الفاتح.

كثيرًا ما يُشار إلى الفترة الزمنية في الصين منذ عام 1976 (وفاة رئيس الحزب الشيوعي الصيني، ماو تسي تونغ) وعام 1989 باسم «الصين الدينجوية». في سبتمبر 1976، وبعد وفاة الرئيس ماو تسي تونغ، ترك جمهورية الصين الشعبية دون واجهة للسلطة المركزية، سواء رمزية أم إدارية. جرى تفكيك عصابة الأربعة، لكن الرئيس الجديد هوا جيو فينغ واصل التمسك بسياسات عصر ماو. وبعد صراع على السلطة خلا من الدماء، تولى دينج شياو بينج زمام الأمور لإصلاح الاقتصاد الصيني والمؤسسات الحكومية بالكامل. بيد أن دينج كان محافظًا فيما يتعلق بالإصلاح السياسي واسع النطاق إلى جانب مجموعة المشاكل غير المتوقعة التي نجمت عن سياسات الإصلاح الاقتصادي، وشهدت البلاد أزمة سياسية أخرى مع مظاهرات ساحة تيانانمن في عام 1989.

## الصراعات على السلطة بعد وفاة ماو

### هوا جيو فينغ وعودة دينج شياو بينج (1976-1978)
توفي ماو تسي تونغ رئيس الحزب الشيوعي الصيني في 9 سبتمبر 1976. في وقت وفاته، كانت الصين تتخبط في مستنقع سياسي واقتصادي. وقد خلفت الثورة الثقافية البروليتارية الكبرى وما تلاها من اقتتال بين الفصائل بلادًا أكثر فقراً وضعفًا وعزلةً مما كانت عليه في عام 1965. وكان العشرات من مسؤولي الحزب المؤهلين والبيروقراطيين والمفكرين والمهنيين يقبعون في السجون أو يعملون في المصانع والمناجم والحقول. أُغلقت العديد من المدارس، وحُرم جيل كامل من الشباب من الحصول على التعليم.
حزن الشعب الصيني عليه، لكن ليس بقدر العاطفة التي حزنوا بها لرئيس الوزراء الراحل تشوان لاي. وفي الوقت عينه، تولى خليفة ماو المعين هوا جيو فينغ منصب رئيس الحزب. لم يدرك هوا أن عصابة الأربعة كانت تتآمر على سقوطه حتى حذره وزير الدفاع يي جيانيانغ والعديد من الجنرالات، قائلين أنه من الأفضل أن يفعل شيئًا قبل فوات الأوان. تفاجأ هوا قليلًا لكنه وافق، وفي أكتوبر أُلقي القبض على العصابة. ولم يبدِ أي منهم مقاومة تُذكر، بيد أن التقارير أفادت بأن إحدى مدبرات منزل جيانغ كينغ قد بصقت عليها بينما كانت تُجر بعيدًا.
حث زوال واعتقال عصابة الأربعة إقامة الاحتفالات على الصعيد الوطني متضمنةً المواكب في شوارع بكين وغيرها من المدن الرئيسية. مثلت عصابة الأربعة رمزًا لكل ما حدث على نحو خاطئ خلال السنوات العشرة من الفوضى التي شهدتها الثورة الثقافية، وتوقع عامة الناس أن يكون زوال العصابة بداية عصر جديد.
في أواخر عام 1976 وأوائل عام 1977، كانت آلة الدعاية الحكومية تعمل على مدار الساعة للترويج لهوا جيو فينغ. وُصف بأنه خليفة ماو المعين شخصيًا وأنه أنقذ الصين من عصابة الأربعة. حاول هوا أن يحل مكان معلمه عبر أمور من بينها اعتماد قصة شعر مماثلة. صرح إنه «لكي نكرم الرئيس ماو، ينبغي أن نحكم وفقًا لرغباته»، وأعلن عن تصريحه «أيًا كان» بمعنى أنه «أيًا كان ما قال الرئيس ماو، فإننا سنقول، وأيًا كان ما فعل الرئيس ماو، سنفعل». طوال العام 1977-78، كانت جهود السياسات تتمحور حول الانتعاش الاقتصادي. وبدأت المدارس إعادة فتح أبوابها، وخُفضت حدة الجوانب المتطرفة من عبادة شخصية ماو. وبدأ الحديث الآن عن كونه قائدًا ومفكرًا عظيمًا، وليس إلهًا غير مرغوبٍ به، وأن الثورة كانت نتاج عمل العديد من الأشخاص وليس هو وحده. وقيل إن الثورة الثقافية كانت فكرة حسنة النية خرجت عن نطاق السيطرة، وأعلن هوا أن الحاجة قد تستدعي ثورة ثقافية ثانية في غضون بضع سنوات. بدءًا من أبريل 1978، توقفت الصحف عن طباعة اقتباسات ماو بالخط العريض. وماتزال تجارب الأسلحة النووية والقذائف وعمليات الإطلاق الفضائية مستمرة على قدمٍ وساق.
دفع اتكاء هوا على الماوية التقليدية إلى استمراره في تبني أسلوب عبادة الشخصية مجاورًا صورته الخاصة لصورة ماو، ومساويًا حضوره بحضور ماو، ولكنه شدد التركيز على حقبة منفصلة اسميًا. وبغية توفير هوية متميزة، حاول هوا تغيير اللغة الصينية المكتوبة عبر تبسيط الحروف. ماتزال عدة تبسيطات من حقبة هوا تُستخدم بشكل غير رسمي، إذ لم يكن ثمة أي عقوبة رسمية على مشروعيتها بعد تنحي هوا عن منصبه. في أوائل عام 1977، جرى تغيير النشيد الوطني ليعكس الأيديولوجية الشيوعية الخالصة بدلًا من المحرك الثوري، وإدراج كلمات تتعلق حصرًا بفكر ماو تسي تونغ وبناء أمة اشتراكية مثالية، على عكس الوطنية في زمن الحرب التي عكستها الكلمات الأصلية.
لم تحظ سياسات هوا ضيقة الأفق إلا بقدر ضئيل نسبيًا من الدعم، وكان يُنظر إليه على أنه زعيم غير ملحوظ، ويفتقر إلى الدعم داخل البيت السياسي. آنذاك، كان دينج شياو بينج مايزال يعيش العزلة نتيجة «أخطاء سياسية» وطُرحت مسألة عودته إلى السياسة مرة أخرى على الطاولة. كان دينج قد أصر على دعم جميع سياسات هوا في إحدى الرسائل المتبادلة بينهما، والتي رد عليها هوا بأن دينج «ارتكب أخطاء، ويجب أن يستمر بتلقي الانتقادات». وقال هوا إن اعتقال عصابة الأربعة ليس مبررًا لعودة ظهور أفكار دينج «التنقيحية». وخلال اجتماع البيت السياسي في مارس 1977، أعرب العديد من الأعضاء عن تأييدهم لعودة دينج لكن دون جدوى تُذكر. وفي رسالة إلى هوا مؤرخة 10 أبريل، كتب دينج شياو بينج: «إنني أؤيد تمامًا سياسات الرئيس هوا وجدول أعماله للبلاد». نوقشت هذه الرسالة علنًا في البيت السياسي، وفي يوليو 1977، أعيد دينج شياو بينج إلى مناصبه السابقة. وفي أغسطس، عُقد المؤتمر الحادي عشر للحزب، الذي رد لدينج اعتباره وأكد انتخابه نائبًا جديدًا لرئيس اللجنة، ونائبً لرئيس اللجنة العسكرية المركزية، وضمن دينج صعود مؤيديه هو ياوبانغ وزاو زيانغ ووان لي.
وفي فبراير 1978، اعتُمد دستور جديد للبلاد، إذ كانت هذه ثالث وثيقة تستخدمها جمهورية الصين الشعبية، بعد الوثيقة الأصلية لعام 1954 (التي لم تُتَّبع لأي حد مجدٍ بعد عام 1957) ودستور «عصابة الأربعة» القصير الأمد لعام 1975. وقد صيغ الدستور الجديد على منوال دستور عام 1954 وحاول استعادة بعض سيادة القانون وآليات التخطيط الاقتصادي. وفيما يتعلق بالأخيرة، أراد هوا جيو فينغ العودة إلى نمط الاقتصاد السوفيتي منتصف الخمسينيات. ووضع خطة مدتها عشر سنوات أكدت على الصناعة الثقيلة والطاقة وبناء رأس المال.
وفيما يتعلق بالسياسة الخارجية، قام هوا بأول رحلة له إلى الخارج في مايو 1978. وكانت زيارة لجمهورية كوريا الشعبية الديمقراطية، حيث حظي باستقبال حار وانضم إلى زعيم كوريا الشمالية كم إل سونغ في الدعوة إلى سحب الولايات المتحدة لقواتها من كوريا الجنوبية (جمهورية كوريا). وفي سبتمبر، زار دينج شياو بينج أيضًا عاصمة كوريا الشمالية، بيونغيانغ. ولم ينبهر بعبادة شخصية كم إل سونغ الواسعة النطاق، بعد أن رأى ما يكفي من هكذا أمور في الصين مع ماو، وامتعض من توقعهم منه أن يضع إكليلًا من الزهور أمام تمثال كم الضخم المطلي بالذهب في بيونغيانغ. وأفيد أن دينج أعرب عن استيائه إزاء كيفية إنفاق أموال المعونة التي قدمتها الصين لكوريا الشمالية على مدى السنوات على التماثيل والآثار التي تكرم كم. وأشار إلى أنه قد يكون من الأفضل استخدام تلك المعونة لتحسين مستويات معيشة شعوبهم. ويبدو أن الكوريين الشماليين قد تلقوا الرسالة، لأن طلاء الذهب قد كُشط عن تمثال كم في بيونغيانغ فيما بعد.
في محاولة للخروج من عزلتها الدولية، أصلحت الصين علاقاتها مع الزعيم اليوغسلافي جوزيف تيتو الذي زار بكين في مايو 1977 بعد إدانته لفترة طويلة باعتباره تنقيحيًا خائنًا. وفي أكتوبر 1978، زار دينج شياو بينج اليابان وأبرم معاهدة سلام مع رئيس الوزراء، تاكيو فوكودا، وأنهى رسميًا حالة الحرب التي كانت قائمة بين البلدين منذ الثلاثينيات. وفي حين افتتحت اليابان والصين علاقات دبلوماسية في عام 1972، فقد استغرق التفاوض على معاهدة السلام زهاء ست سنوات، وكانت إحدى النقاط الرئيسية الملزمة في هذا الصدد إصرار الصين على طوكيو بتضمين بند يستنكر «الهيمنة» السوفيتية في آسيا.
ولم يكن هناك إلا القليل من الدلائل على تحسن العلاقات مع الاتحاد السوفييتي، وأعلن دينج شياو بينج أن معاهدة الصداقة الصينية السوفيتية لعام 1950 باطلة ولاغية. انقلبت العلاقات مع فيتنام فجأة إلى عداوة في عام 1979. كان هذان البلدان حليفين ذات يوم، ولكن ماو تسي تونغ قال لرئيس الوزراء الفيتنامي فام فان دونغ في عام 1972 إنه ينبغي عليهما التوقف عن ترقب المساعدات الصينية وأن الصراع التاريخي القديم بين البلدين سوف يندلع مرة أخرى. قدمت الصين دعمها لنظام الخمير الحمر الإبادي الذي أحكم قبضته على السلطة في كمبوديا خلال عام 1975، الأمر الذي حرض عداء الحكومة الفيتنامية المدعومة من الاتحاد السوفيتي. في يناير 1979، غزت فيتنام كمبوديا وأزاحت حزب الخمير الحمر عن السلطة. وخلال زيارته للولايات المتحدة، أشار دينج شياو بينج أن فيتنام يجب أن «تُلقن درسًا». وفي فبراير، شُن هجوم صيني شامل على الحدود الفيتنامية. رغم انسحاب الصين بعد ثلاثة أسابيع وإعلانها تحقيق أهدافها، إلا أن الحرب لم تسر جيدًا مظهرةً ضعف البلاد. إذ خسر جيش التحرير الشعبي الصيني أزيد من 20 ألف جندي نتيجة الأسلحة والمعدات التي عفا عليها الزمن وسوء تصنيعها وقلة الإمداد (أثر جانبي للاضطراب الذي سببته الثورة الثقافية) والخرائط التي كان عمرها عقودًا من الزمان، والاستمرار في استخدام مناورات الموجة البشرية من الحرب الكورية، وحقيقة كون عدم وجود نظام رتب في الجيش. والأسوأ من ذلك أن الصينيين لم يشتبكوا حتى مع الجيش النظامي في فيتنام (الذي كان في كمبوديا)، بل كانوا يحاربون المليشيات ووحدات الحرس الداخلي. ومن ناحية أخرى، كان انتصارًا سياسيًا مع فشل الاتحاد السوفيتي في تقديم المساعدة لحليفه مكتفيًا بالتنديدات الشفوية. في إشارة إلى تقاعس موسكو، كرر دينج شياو بينج قول ماو تسي تونغ «لا يمكنك معرفة ردة فعل النمر حتى تنكز مؤخرته».
وأخيرا أقامت الصين علاقات دبلوماسية كاملة مع الولايات المتحدة في بداية عام 1979. وكان هذا مخططًا له منذ زيارة الرئيس نيكسون في فبراير 1972، ولكنه تأخر بسبب فضيحة ووترغيت وانسحاب الولايات المتحدة من فيتنام. وافقت الولايات المتحدة على الاعتراف بجمهورية الصين الشعبية باعتبارها الحكومة الوحيدة في الصين. وأنهيت العلاقات الدبلوماسية مع تايوان، بيد أن الروابط غير الرسمية والتجارية ماتزال قائمة. زار دينج شياو بينج الولايات المتحدة في فبراير والتقى بالرئيس جيمي كارتر. وفي الوقت نفسه، اتجه هوا جيو فينغ إلى أوروبا في مايو. حطَّ لأول مرة في فرنسا، ويقال إنها أول دولة غربية تعترف بجمهورية الصين الشعبية، إذ أخذ يشن هجومًا شرسًا على التوسعية والهيمنة السوفيتية. وفي وقت لاحق في ألمانيا، أظهر المزيد من ضبط النفس وقرر عدم القيام بما كان من شأنه أن يشكل زيارة استفزازية إلى حائط برلين.
شكَّل تأسيس الصين للعلاقات الدبلوماسية مع الولايات المتحدة سببًا في خلق ردة فعل متباينة من جانب العالم الشيوعي على غرار الزيارة التي قام بها ريتشارد نيكسون عام 1972. ورغم أن السوفييت لم يتمكنوا من إدانة هذ الأمر، فإنهم كانوا متخوفين للغاية بشأن التواطؤ الصيني الأميركي ضدهم. وقد أشاد الزعيم الروماني نيكولاي تشاوشيسكو بأنه «حدث بارز نحو السلام والانفراج العالمي». قدمت كوريا الشمالية التهنئة أيضًا «لجارها الشقيق على إنهاء العلاقات العدائية الطويلة وإقامة علاقات دبلوماسية مع الولايات المتحدة» في حين أدانت كوبا وألبانيا بكين علنًا باعتبارهم خونة لقضية الاشتراكية العالمية. (كانت العلاقات الألبانية مع الصين آخذة بالتدهور منذ عام 1972، وكان الإعلان عن الإصلاحات الاقتصادية من قِبَل القيادة الجديدة سببًا بقطع الدولة الصغيرة علاقاتها بالكامل).